# Kabinett Ferenc Nagy
Das Kabinett Ferenc Nagy war von 1946 bis 1947 für etwas über Jahr die Regierung der kurzlebigen Zweiten Ungarischen Republik. Es wurde am 4. Februar 1946 vom ungarischen Ministerpräsidenten Ferenc Nagy gebildet und bestand bis 31. Mai 1947. Nach 14. Mai 1947 übernahm Mátyás Rákosi vorübergehend den Vorsitz der Regierung.

## Minister
| Amt                                                                                            | Amtsträger          | Beginn Amtszeit   | Ende Amtszeit     |
| ---------------------------------------------------------------------------------------------- | ------------------- | ----------------- | ----------------- |
| Ministerpräsident                                                                              | Ferenc Nagy         | 4. Februar 1946   | 14. Mai 1947      |
| Mit den Befugnissen eines Ministerpräsidenten betrauter Stellvertreter des Ministerpräsidenten | Mátyás Rákosi       | 14. Mai 1947      | 31. Mai 1947      |
| Stellvertreter des Ministerpräsidenten                                                         | Mátyás Rákosi       | 4. Februar 1946   | 14. Mai 1947      |
| Stellvertreter des Ministerpräsidenten                                                         | Árpád Szakasits     | 4. Februar 1946   | 31. Mai 1947      |
| Innenminister                                                                                  | Imre Nagy           | 4. Februar 1946   | 20. März 1946     |
| Innenminister                                                                                  | László Rajk         | 20. März 1946     | 31. Mai 1947      |
| Außenminister                                                                                  | János Gyöngyösi     | 4. Februar 1946   | 31. Mai 1947      |
| Verteidigungsminister                                                                          | Jenő Tombor         | 4. Februar 1946   | 25. Juli 1946 (†) |
| Verteidigungsminister                                                                          | Albert Bartha       | 21. August 1946   | 14. März 1947     |
| Verteidigungsminister                                                                          | Lajos Dinnyés       | 14. März 1947     | 31. Mai 1947      |
| Finanzminister                                                                                 | Ferenc Gordon       | 4. Februar 1946   | 26. August 1946   |
| Finanzminister                                                                                 | Jenő Rácz           | 26. August 1946   | 14. März 1947     |
| Finanzminister                                                                                 | Miklós Nyáradi      | 14. März 1947     | 31. Mai 1947      |
| Justizminister                                                                                 | István Ries         | 4. Februar 1946   | 31. Mai 1947      |
| Ackerbauminister                                                                               | Béla Kovács         | 4. Februar 1946   | 23. Februar 1946  |
| Ackerbauminister                                                                               | István Dobi         | 23. Februar 1946  | 20. November 1946 |
| Ackerbauminister                                                                               | Károly Bárányos     | 20. November 1946 | 31. Mai 1947      |
| Minister für Kultus und Unterricht                                                             | Dezső Keresztury    | 4. Februar 1946   | 14. März 1947     |
| Minister für Kultus und Unterricht                                                             | Gyula Ortutay       | 14. März 1947     | 31. Mai 1947      |
| Minister für Handel und Genossenschaften                                                       | Sándor Rónai        | 4. Februar 1946   | 31. Mai 1947      |
| Minister für Volkswohl                                                                         | Erik Molnár         | 4. Februar 1946   | 31. Mai 1947      |
| Minister für Wiederaufbau (bis 12.10.46)                                                       | József Antall       | 4. Februar 1946   | 20. Juli 1946     |
| Minister für Wiederaufbau (bis 12.10.46)                                                       | Endre Mistéth       | 20. Juli 1946     | 12. Oktober 1946  |
| Minister für Bau und öffentliche Arbeiten (ab 12.10.46)                                        | Endre Mistéth       | 12. Oktober 1946  | 14. Januar 1947   |
| Minister für Bau und öffentliche Arbeiten (ab 12.10.46)                                        | Jenő Rácz (interim) | 12. Februar 1947  | 31. März 1947     |
| Minister für Bau und öffentliche Arbeiten (ab 12.10.46)                                        | Péter Veres         | 14. März 1947     | 31. Mai 1947      |
| Minister für Industrie                                                                         | Antal Bán           | 4. Februar 1946   | 31. Mai 1947      |
| Minister für Information                                                                       | Antal Balla         | 4. Februar 1946   | 20. November 1946 |
| Minister für Information                                                                       | József Bognár       | 20. November 1946 | 14. März 1947     |
| Minister für Information                                                                       | Ernő Mihályfi       | 14. März 1947     | 31. Mai 1947      |
| Minister für Ernährung                                                                         | Károly Bárányos     | 4. Februar 1946   | 20. November 1946 |
| Minister für Ernährung                                                                         | János Erőss         | 20. November 1946 | 31. Mai 1947      |
| Minister für Verkehr                                                                           | Ernő Gerő           | 4. Februar 1946   | 31. Mai 1947      |

## Quelle
- Nagy Ferenc Kormánya. In: Nagy Ferenc Miniszterelnök Kutatóközpont. Abgerufen am 27. November 2022 (ungarisch).